# Neutraubling
Neutraubling est une ville de Bavière (Allemagne), située dans l'arrondissement de Ratisbonne, dans le district du Haut-Palatinat.
La ville industrielle est située dans la plaine du Danube, à dix kilomètres à l’est de Ratisbonne, et est la deuxième plus grande municipalité du district après Ratisbonne. Neutraubling est l’une des cinq villes bavaroises pour personnes déplacées créée après la Seconde Guerre mondiale.